# Президентские выборы в Беларуси (2015)
Выборы президента Республики Беларусь 2015 года (бел. Выбары прэзідэнта Рэспублікі Беларусь 2015 года) — пятые очередные выборы президента Беларуси, которые прошли 11 октября 2015 года. Победу на выборах одержал действующий президент Александр Лукашенко.

## Предыстория
Глава ЦИК Республики Беларусь Лидия Ермошина назвала 15 ноября наиболее вероятной датой выборов. Впоследствии, 9 июня глава ЦИК заявила, что наиболее вероятной датой проведения выборов станет 11 октября, это было аргументировано экономией бюджетных средств. 30 июня белорусский парламент поддержал эту инициативу.

## Условия проведения
Выборы состоятся при условии участия не менее 50 % граждан, внесённых в списки для голосования.
Кандидатом в президенты может стать гражданин Республики Беларусь (родившийся на территории БССР или Беларуси) старше 35 лет, последние 10 лет проживающий в стране. Кандидат будет зарегистрирован для участия в предвыборной кампании, если ему удастся собрать не менее 100 тыс. реальных подписей граждан.
Всего будет открыто порядка 6170 участков.
Согласно поправкам в избирательное законодательство, с 3 до 9 тыс. базовых величин был увеличен предельный размер избирательных фондов кандидатов в президенты (1620 млн белорусских рублей или около $ 105 тыс.). При этом упразднено ограничение на сумму, которую в свой фонд может внести сам претендент. Также было снято ограничение на размер бюджета по изготовлению печатных агитационных материалов, составлявший 2300 базовых величин (около $ 27 тыс.).
Для официальной регистрации в качестве кандидата необходимо собрать не менее 100 тыс. подписей.

## План проведения избирательной кампании
|                         | Пункт плана                                                              |
| ----------------------- | ------------------------------------------------------------------------ |
| До 22 июля              | Регистрация инициативных групп потенциальных кандидатов                  |
| До 22 июля              | Образование территориальных избирательных комиссий                       |
| 23 июля — 21 августа    | Выдвижение кандидатов в президенты (сбор подписей)                       |
| 22 августа — 5 сентября | Представление в ЦИК документов, необходимых для регистрации в президенты |
| с 25 августа            | Образование участковых избирательных комиссий                            |
| до 15 сентября          | Регистрация кандидатов в президенты                                      |
| 15 сентября — 9 октября | Предвыборная агитация                                                    |
| 6—9 октября             | Досрочное голосование                                                    |
| 11 октября              | Выборы президента Республики Беларусь                                    |

## Инициативные группы
На заседаниях ЦИК, состоявшихся 17 и 20 июля, были зарегистрированы инициативные группы следующих претендентов:
| № | Кандидат            | Вид деятельности                  | Инициативная группа, чел.; руководитель | Собрано подписей | Сдано подписей | Принято подписей    |
| - | ------------------- | --------------------------------- | --------------------------------------- | ---------------- | -------------- | ------------------- |
| 1 | Сергей Гайдукевич   | ЛДП                               | 2481; Анатолий Хищенко                  | 150 012          | 140 735        | 139 877 (99,39 %)   |
| 2 | Сергей Калякин      | «Справедливый мир»                | 1510; Валерий Ухналев                   | 70 036           | 48             | —                   |
| 3 | Татьяна Короткевич  | БСДП, «Говори правду»             | 1993; Андрей Дмитриев                   | 110 347          | 107 299        | 105 278 (98,11 %)   |
| 4 | Анатолий Лебедько   | ОГП                               | 977; Виктор Корнеенко                   | 50 324           | —              | —                   |
| 5 | Александр Лукашенко | действующий президент РБ          | 10577; Михаил Орда                      | 1 773 432        | 1 761 145      | 1 753 380 (99,56 %) |
| 6 | Жанна Романовская   | Безработная, (самовыдвижение)     | 110; Евгений Напорко                    | 1235             | 780            | —                   |
| 7 | Виктор Терещенко    | учёный-экономист                  | 946; Олег Нестерков                     | 142 432          | 130 404        | 6699 (5,13 %)       |
| 8 | Николай Улахович    | Белорусская патриотическая партия | 1426; Михаил Образов                    | 171 014          | 159 805        | 149 819 (93,75 %)   |

Необходимое число подписей не сдали Сергей Калякин, Анатолий Лебедько и Жанна Романовская.
| Партия                                                       | Выдвинула кандидата | Официальный результат кандидата |
| ------------------------------------------------------------ | ------------------- | ------------------------------- |
| Либерально-демократическая партия                            | Сергей Гайдукевич   | 3,30 %                          |
| Объединённая гражданская партия                              | Анатолий Лебедько   | не прошёл регистрацию           |
| Партия БНФ                                                   | -                   | -                               |
| Коммунистическая партия Беларуси                             | -                   | -                               |
| Белорусская партия левых «Справедливый мир»                  | Сергей Калякин      | не прошёл регистрацию           |
| Белорусская социал-демократическая партия (Грамада)          | Татьяна Короткевич  | 4,44 %                          |
| Республиканская партия труда и справедливости                | -                   | -                               |
| Белорусская патриотическая партия                            | Николай Улахович    | 1,67 %                          |
| Белорусская партия «Зелёные»                                 | Юрий Шульган        | не прошёл регистрацию           |
| Консервативно-Христианская Партия — БНФ                      | -                   | -                               |
| Партия «Белорусская социал-демократическая Грамада»          | -                   | -                               |
| Социал-демократическая партия Народного Согласия             | -                   | -                               |
| Республиканская партия                                       | -                   | -                               |
| Белорусская аграрная партия                                  | -                   | -                               |
| Белорусская социально-спортивная партия                      | -                   | -                               |
| Партия свободы и прогресса                                   | -                   | -                               |
| Партия Белорусская Христианская Демократия                   | -                   | -                               |
| Белорусская социал-демократическая партия (Народная Грамада) | Николай Статкевич   | не прошёл регистрацию           |
| Белорусская партия трудящихся                                | -                   | -                               |

### Фальсификации
В Гродно все 11 509 подписей, собранные инициативной группой Виктора Терещенко по выдвижению его кандидатом в президенты, признаны недействительными. Результаты проверки подписей за выдвижение кандидатов выявили, что число собранных Терещенко подписей было завышено в 20 раз, при этом у остальных кандидатов, сдавших более 100 тыс. подписей, доля действительных подписей составляла 93,75—99,55 %.

## Выбывшие претенденты
- Владимир Некляев (снял свою кандидатуру в пользу Николая Статкевича[28]);
- Елена Анисим (сняла свою кандидатуру 30 июня 2015 года);
- Анатолий Левкович (отказался от участия в президентской кампании 11 июля 2015 года[29]);
- Юрий Шульган (не смог подать документы на регистрацию инициативной группы в связи с административным арестом[30]);
- Александр Прушинский[пол.] (имел гражданство Польши, в связи с этим не был зарегистрирован)[31];
- Николай Статкевич (не смог подать документы на регистрацию инициативной группы в связи отбыванием уголовного срока, 22 августа 2015 вышел на свободу)[32];
- Александр Мех;
- Ольга Карач;
- Андрей Канавец;
- Ирина Першина;
- Юрий Редьков;
- Сергей Заблоцкий;
- Тамара Бирюкова;
- Александр Юдаев;
- Владислав Титович;
- Виктор Толмачёв.

## Официальные выступления кандидатов
- Сергей Гайдукевич. Эфир 15.09.2015. Выступления кандидатов Архивная копия от 5 марта 2016 на Wayback Machine.
- Телевизионное выступление кандидата в президенты Татьяны Короткевич Архивная копия от 4 марта 2016 на Wayback Machine.
- Обращение Николая Улаховича к избирателям Архивная копия от 2 апреля 2016 на Wayback Machine.
- СТВ/ОНТ: Экономические результаты пятилетки Архивная копия от 1 апреля 2016 на Wayback Machine.

## Нарушения избирательного кодекса
Программа «Клуб редакторов» с участием руководителя Белтелерадиокомпании Геннадия Давыдько была записана 11 сентября. В программе обсуждалась избирательная кампания, кандидаты и их программы. Однако с 10 сентября он является доверенным лицом кандидата в президенты Александра Лукашенко, и по Избирательному кодексу Геннадий Давыдько не имел на это права.
Кандидат в президенты Татьяна Короткевич 25 сентября обратилась в ЦИК с требованием вынести другому кандидату в президенты — Александру Лукашенко — предупреждение «в связи с многочисленными и систематическими нарушениями установленного законодательством порядка осуществления предвыборной агитации, незаконным использованием государственных средств массовой информации и государственных бюджетных средств в целях проведения агитации за своё избрание». Данную жалобу ЦИК обязался рассмотреть на заседании 2 октября.

## Предвыборная ситуация
Андрей Санников выступил с призывом к гражданам республики бойкотировать выборы. Бойкот, по его словам, должен был быть продолжением массовых протестов 2010. Целью бойкота он назвал необходимость «измотать противника», не допустить международной легитимизации выборов, прежде всего в Европейском союзе и США. Виталий Рымашевский в начале июля 2015 года заявил, что выборы уже можно признавать нелегитимными и что большинство белорусов их будет бойкотировать без всяких призывов со стороны оппозиции. Анатолий Лебедько заявил, что если он не будет зарегистрирован кандидатом, то Объединённая гражданская партия будет бойкотировать выборы. Он высказал мнение, что власти не будут регистрировать всех подряд, откажутся от регистрации «жёстких, последовательных принципиальных оппонентов», а зарегистрируют «удобных безопасных спарринг-партнёров». Николай Статкевич, помилованный президентом Александром Лукашенко 22 августа 2015 года, отказался бойкотировать выборы, сказав, что это «бойкот слабаков, не собравших подписи».
Со стороны Европейского союза, США и белорусской оппозиции белорусской власти были предъявлены обвинения в наличии политзаключённых, в частности, бывшего кандидата в президенты Николая Статкевича. В конце июня 2015 года Владимир Некляев принял решение снять свою кандидатуру с выборов в пользу находившегося в тюрьме Статкевича и призвал остальных кандидатов в президенты последовать его примеру. По его словам, если оппозиция не выдвинет единого кандидата, то она «неизбежно станет на путь фальсификаций, сознательно пойдёт на обман избирателей». Александр Лукашенко 29 января 2015 года на пресс-конференции для белорусских и зарубежных средств массовой информации в ответ журналисту белорусской службы «Радио Свобода» сказал, что не считает Николая Статкевича ни своим политическим конкурентом, ни даже политиком. Он сказал также, что у него есть материалы различных агентств, в том числе иностранных, где Статкевич ведёт людей на штурм административных зданий, а также перехваченные переговоры Статкевича с Киевом, где Статкевичу давали указания, что делать при штурме. Президент отметил, что такие действия в любых других государствах караются жёстче. Кампанию за выдвижение Николая Статкевича кандидатом в президенты с целью привлечь внимание общества к проблеме политзаключённых поддержали оргкомитеты по созданию партий Белорусская социал-демократическая партия (Народная Грамада) и «Белорусская христианская демократия», зарегистрированный в Чехии «Молодой фронт», а также ряд общественных инициатив. Анатолий Лебедько объявил, что когда его зарегистрируют, он станет в центре Минска с портретом Николая Статкевича. По его словам, это «значительно сильнее, чем убеждать друг друга в социальных сетях, что мы не забываем про политзаключённых». 22 августа 2015 года Николай Статкевич и другие политзаключённые — политические активисты были помилованы.
10 октября 2015 года в Минске на площади Свободы прошла акция протеста, собравшая более 1500 человек. Митингующие потребовали отставки президента А. Г. Лукашенко и честных выборов. Перед собравшимися выступали лидеры оппозиции А. В. Лебедько, В. П. Некляев, Н. В. Статкевич. Пройдя под бело-красно-белыми флагами несколько кварталов по центру белорусской столицы, протестное шествие остановилось на площади Якуба Коласа, у подножия памятнику народному белорусскому поэту. Там окончился митинг. За ходом акции следили люди в штатском, международные и местные наблюдатели, аккредитованные Центризбиркомом.

### План Фролова
11 июня 2014 года стало известно, что генерал Валерий Фролов намерен выдвинуть свою кандидатуру на предстоящих президентских выборах. Вместе с тем он заявил, что является приверженцем идеи единого кандидата от оппозиции. Фролов сформулировал дальнейший план предвыборной кампании:

А потом накануне выборов посмотреть на рейтинги сняться в пользу этого человека (с наивысшим рейтингом), пригласить своих сторонников проголосовать за него и таким образом выйти на реального единого.
Оригинальный текст (бел.)А потым напярэдадні выбараў паглядзець на рэйтынгі, зняцца на карысць гэтага чалавека (з найвышэйшым рэйтынгам). Запрасіць сваіх прыхільнікаў прагаласаваць за яго і такім чынам выйсці на рэальнага адзінага.

### Опросы общественного мнения
Зелёным и жирным — кандидат, занявший 1-е место;
Жёлтым и жирным курсивом — кандидат, занявший 2-е место.
| Опрос                  | НИСЭПИ     | НИСЭПИ     | НИСЭПИ     | НИСЭПИ     |
| Дата проведения        | 25.12.2014 | 31.03.2015 | 01.07.2015 | 30.09.2015 |
| Приняли участие (чел.) | 795        | 1478       | 1796       | 2591       |
| ---------------------- | ---------- | ---------- | ---------- | ---------- |
| Улахович               |            |            |            | 3,6 %      |
| Короткевич             |            |            | 1,1 %      | 17,9 %     |
| Лукашенко              | 40,0 %     | 34,2 %     | 38,6 %     | 45,7 %     |
| Гайдукевич             |            | 1,1 %      | 3,9 %      | 11,4 %     |
| Выбывшие претенденты   |            |            |            |            |
| Лебедько               | 0,8 %      | 2,9 %      | 4,2 %      |            |
| Калякин                | 0,7 %      | 1,6 %      | 3,1 %      |            |
| Некляев                | 3,5 %      | 7,6 %      | 4,7 %      |            |
| Статкевич              | 2,7 %      | 4,5 %      | 5,0 %      |            |
| Другие политики        |            |            |            |            |
| Милинкевич             | 2,8 %      | 1,6 %      |            |            |

| Среднее по трем предвыборным опросам (Декабрь 2014 — Сентябрь 2015) | Среднее по трем предвыборным опросам (Декабрь 2014 — Сентябрь 2015) | Среднее по трем предвыборным опросам (Декабрь 2014 — Сентябрь 2015) | Среднее по трем предвыборным опросам (Декабрь 2014 — Сентябрь 2015) | Среднее по трем предвыборным опросам (Декабрь 2014 — Сентябрь 2015) |
| ------------------------------------------------------------------- | ------------------------------------------------------------------- | ------------------------------------------------------------------- | ------------------------------------------------------------------- | ------------------------------------------------------------------- |
| 1. Лукашенко                                                        |                                                                     |                                                                     | 40,6 %                                                              |                                                                     |
| 2. Короткевич                                                       |                                                                     |                                                                     | 9,5 %                                                               |                                                                     |
| 3. Гайдукевич                                                       |                                                                     |                                                                     | 6,2 %                                                               |                                                                     |
| 4. Некляев                                                          |                                                                     |                                                                     | 5,6 %                                                               |                                                                     |
| 5. Статкевич                                                        |                                                                     |                                                                     | 3,9 %                                                               |                                                                     |
| 6. Лебедько                                                         |                                                                     |                                                                     | 2,5 %                                                               |                                                                     |
| 7. Калякин                                                          |                                                                     |                                                                     | 1,9 %                                                               |                                                                     |
| 8. Улахович                                                         |                                                                     |                                                                     | 1,8 %                                                               |                                                                     |

## Наблюдение
В январе 2015 года партия БНФ, социал-демократическая партия (Грамада), оргкомитет по созданию партии Белорусская христианская демократия, кампания «Говори правду», движение «За свободу», Независимый профсоюз работников радиоэлектронной промышленности (РЭП), Партия свободы и прогресса, партия «зеленых» и «Белорусская социал-демократическая Грамада» Станислава Шушкевича подписали соглашение о проведении совместной кампании наблюдения «Право выбора».
Председатель Центризбиркома Лидия Ермошина 26 января 2015 года в прямом эфире TUT.BY-ТВ заявила:

ЦИК в пределах законодательства делает всё, чтобы улучшить эту практику [наблюдения]. В наших постановлениях воспроизводится тезис из конвенции СНГ о стандартах свободных, справедливых выборов. По сути дела, это и есть гарантия наблюдателям. Они имеют право наблюдать за процедурой подсчёта голосов в условиях, которые обеспечивают обозримость процедуры. На это нацелены и сценарий тренинга, который создала ЦИК. Там расписан алгоритм поведения участковой комиссии и наблюдателей и акцентируется внимание на обязанность участковой избирательной комиссии обеспечить возможность обозримости этой процедуры.

На конец сентября 2015 года по данным белорусского ЦИК, для проведения мониторинга президентских выборов аккредитовано около 823 иностранных наблюдателей. Из них более 300 — представители миссии от СНГ, свыше 80 — от Парламентской Ассамблеи Совета Европы (ПАСЕ), около 70 — от БДИПЧ ОБСЕ, 10 — от Альянса миссий наблюдателей (группа независимых наблюдателей от европейских НПО). Также было аккредитовано более 28 578 национальных наблюдателей, из которых интересы оппозиционных партий, движений и гражданских кампаний представляют около 2000.
Старший научный сотрудник ИМЭМО РАН С. В. Астахова в 2015 году отметила, что, по признанию международных наблюдателей, президентские выборы в Беларуси «прошли по стандартам ООН, ОБСЕ и ПАСЕ, хотя в ОБСЕ заявили, что Минску „предстоит пройти долгий путь, чтобы выполнить демократические обязательства“».

## Состав избирательных комиссий
Планируется выдвинуть 500 человек в состав избирательных комиссий и использовать 3000 наблюдателей для покрытия 1000 участков. Целями ставится не только наблюдение, но и борьба с нарушениями избирательного законодательства. По словам национального координатора Александра Силкова, совместная работа с альянсом «Талака» (созданным для организации мобилизационной кампании Объединённой гражданской партией и коммунистами) и кампанией независимого наблюдения «Правозащитники за свободные выборы».
Из 515 представителей пяти оппозиционных партий, выдвинутых в состав УИК, в комиссии включены только 31 человек, то есть 6 % от их числа. Обращает на себя внимание тот факт, что на президентских выборах 2010 года этот показатель был почти втрое больше — 17,1 % от общего числа претендентов. В результате представители оппозиционных партий составляют 0,046 % от общего числа членов УИК и будут работать не более чем в 0,5 % УИК.

## Досрочное голосование
По данным Центральной избирательной комиссии, в досрочном голосовании приняли участие 36,05 % избирателей, что является максимальным показателем по сравнению со всеми предыдущими президентскими кампаниями в РБ. Для сравнения: в 2010 году 23,1 % избирателей проголосовали до основного дня голосования, а в 2006 году — 31,3 % избирателей.

## Результаты выборов 11 октября
11 октября 2015 года в Беларуси состоялись президентские выборы. Явка избирателей на президентских выборах составила 87,22 %. Победил Александр Лукашенко, набрав, по предварительным данным, 83,47 % голосов. За Татьяну Короткевич по республике отдали голоса 4,44 %. Сергей Гайдукевич набрал — 3,30 % голосов, Николай Улахович — 1,67 %.

### По Республике
| Кандидат                                                             | Кандидат                          | Субъект выдвижения                | Голосов   | %      |
| -------------------------------------------------------------------- | --------------------------------- | --------------------------------- | --------- | ------ |
|                                                                      | Александр Лукашенко               | Независимый кандидат              | 5 102 478 | 83,47  |
|                                                                      | Татьяна Короткевич                | «Говори правду»                   | 271 426   | 4,44   |
|                                                                      | Сергей Гайдукевич                 | Либерально-демократическая партия | 201 945   | 3,3    |
|                                                                      | Николай Улахович                  | Белорусская патриотическая партия | 102 131   | 1,67   |
| Против всех                                                          | Против всех                       | Против всех                       | 386 225   | 6,32   |
| Действительных голосов                                               | Действительных голосов            | Действительных голосов            | 6 064 205 | 99,20  |
| Недействительных голосов                                             | Недействительных голосов          | Недействительных голосов          | 48 808    | 0,80   |
| Всего                                                                | Всего                             | Всего                             | 6 113 013 | 100,00 |
| Зарегистрировано/явка избирателей                                    | Зарегистрировано/явка избирателей | Зарегистрировано/явка избирателей | 7 008 682 | 87,22  |
| Источник: БелТА Архивная копия от 17 февраля 2018 на Wayback Machine |                                   |                                   |           |        |

### По областям и городу Минску
- Жирным выделен кандидат, одержавший победу;
- Жирным курсивом выделен кандидат, занявший 2-е место.

| Регион              | С. Гайдукевич | Т. Короткевич | А. Лукашенко | Н. Улахович |
| ------------------- | ------------- | ------------- | ------------ | ----------- |
| Брестская область   | 2,35 %        | 5,39 %        | 86,22 %      | 1,18 %      |
| Витебская область   | 3,87 %        | 3,61 %        | 87,28 %      | 1,4 %       |
| Гомельская область  | 4,23 %        | 2,27 %        | 87,79 %      | 1,69 %      |
| Гродненская область | 2,27 %        | 4,75 %        | 85,89 %      | 1,03 %      |
| Минская область     | 3,21 %        | 4,41 %        | 85,74 %      | 2,17 %      |
| Могилёвская область | 3,66 %        | 3,46 %        | 88,30 %      | 1,07 %      |
| Город Минск         | 3,33 %        | 7,07 %        | 65,69 %      | 2,72 %      |
| Всего по стране     | 3,3 %         | 4,44 %        | 83,47 %      | 1,67 %      |

### По районам
|  |  |  |  |

|  |  |  |  |

## Сообщения о нарушениях
В числе основных нарушений назывались проблемы с допуском наблюдателей на участки, отсутствие возможности следить, как опечатываются урны, использование административного ресурса.
По подсчётам наблюдателей при освещении выборов в программе «Панорама» на «Беларусь-1» на Лукашенко посвятили 60 %, остальным кандидатам — по 3 %.
Критике подвергалась непрозрачность процедуры досрочного голосования и её «добровольно-принудительный» характер. Также указывалось на невозможность наблюдателей отслеживать сохранность избирательных бюллетеней и избирательных урн в период после 19 часов, когда в комнатах избирательных комиссий остаются сотрудники милиции.
Об отдельных нарушениях на этих выборах можно прочесть в подготовленном одним из международных наблюдателей отчёте «Как обманывают белорусских избирателей» Архивная копия от 15 марта 2022 на Wayback Machine. В нём автор указал замеченные в ходе своего наблюдения нарушения во время досрочного голосования (искусственно подогнанные цифры с целью обеспечения нужной явки), подсчёта голосов на участке (перекладывание голосов от оппозиции для обеспечения нужного результата административным кандидатам) и работы в территориальной избирательной комиссии (переписывание протоколов).

## Акция протеста 11 октября 2015 года
В 20:00 на Октябрьской площади началась акция протеста против результатов выборов. Митингующие развернули флаги: бело-красно-белые и Евросоюза. Также они держали транспаранты с надписями «Бойкот диктатуре» и «Лукашэнка, сыходзь!» (с бел. — «Лукашенко, уходи!»). Оттуда протестующие пошли к площади Независимости. Первоначально милиция не пускала их туда, но через какое-то время пустила к Красному костелу. В 21:30 участники акции возле Красного костела начали читать молитвы — «Отче наш» и петь «Магутны Божа». Затем собравшиеся начали скандировать «Жыве Беларусь!» (с бел. — «Да здравствует Беларусь!»). Далее к митингующим подошёл провокатор, толкнул одного из них и убежал. В 22:00 участники акции стали расходиться. По приблизительным оценкам, в ней приняли участие около 100—200 человек. На одного участника шествия составили протокол за то, что тот ругался матом во время акции.
Европейский союз посчитал, что этот митинг не относится к разряду массовых манифестаций. Также было отмечено отсутствие превентивных задержаний и насилия со стороны правоохранительных органов.

## Итоги
Россия признала итоги президентской кампании 2015 года — как и всех предыдущих президентских выборов. Аналогичную позицию выказала миссия наблюдателей СНГ.
Евросоюз, ссылаясь на произошедшее освобождение политзаключённых, после выборов 2015 года приостановил часть санкций, введённых после президентских выборов 2010 года.
Миссия ОБСЕ по итогам наблюдения пришла к выводу о том, что демократические выборы в Беларуси не состоялись. Глава делегации ПАСЕ Реха Денемеч заявил: «Выборы не ограничиваются днём голосования. Соответственно, в Белоруссии следует реформировать нормативно-правовую базу для того, чтобы обеспечить полностью конкурентную политическую среду. Это основное условие для долгосрочной демократичной стабильности страны».
Спецдокладчик СПЧ ООН по правам человека в Беларуси Миклош Харасти отказался признать президентскую кампанию 2015 года в Беларуси свободными и демократическими выборами.
Госдепартамент США 12 октября заявил, что «приветствует мирное проведение» президентской кампании в Беларуси, однако разочарован тем, что она не соответствовала международным обязательствам Беларуси по проведению свободных и честных выборов.
В итоге США и Евросоюз фактически признали Александра Лукашенко главой Беларуси, стали упоминать о нём как о президенте и реже использовать ярлык «последний диктатор Европы». Тем не менее, в США он был фактически персоной нон грата и не приглашался на общеевропейские мероприятия в Евросоюз.